# Рангуния
Рангуния (бенг. রাঙ্গুনিয়া, англ. Rangunia) — город на юго-востоке Бангладеш, административный центр одноимённого подокруга. Площадь города равна 18,35 км². По данным переписи 2001 года, в городе проживало 29 196 человек, из которых мужчины составляли 52,74 %, женщины — соответственно 47,26 %. Плотность населения равнялась 1591 чел. на 1 км². Уровень грамотности населения составлял 38,9 % (при среднем по Бангладеш показателе 43,1 %). 